# Смирнов, Владимир Петрович
Влади́мир Петро́вич Смирно́в (7 ноября 1875 — 24 августа 1934) — русский предприниматель, коннозаводчик и меценат, директор торгового дома «Сыновей П. А. Смирнова в Москве». Сын водочного короля Петра Смирнова.

## Биография

### Торговый дом
После смерти отца, в январе 1903 года сыновья Петра Арсеньевича: Пётр, Николай и Владимир учредили торговый дом «Пётр, Николай и Владимир Петровичи Смирновы, торгующие под фирмой „П. А. Смирнова в Москве“». С 1903 года Владимир Смирнов находится на должности директора торгового дома, но в 1904 году уходит из состава торгового дома.

### Коннозаводство
С 1904 года В. П. Смирнов начинает заниматься разведением орловских рысаков. Чуть позже Владимир Петрович построил конюшню на Скаковой улице в Москве.

Призовая конюшня Смирнова в Москве

Его знаменитый Пылюга выиграл для Владимира Петровича с десяток призов на Императорских дерби.

### Допрос красноармейцами в Крыму
В 1917 году Смирнов попадает в ЧК, где от него требуют «вернуть народу награбленное добро». Но он сбежал в Белую армию. Позже в Крыму был опять захвачен красноармейцами.
После захвата, в течение пяти дней Смирнова водили на расстрел, ставили к стенке. Комиссар командовал — сперва: «Заряжай!», а потом: «Отставить!» и каждый раз Смирнов уходил живым. Комиссар же обещал расстрелять его «на утренней зорьке».
Но вскоре конница генерала Шкуро, ворвавшаяся в местечко, где пребывал Смирнов, освободила Владимира Петровича. На корабле Белой армии Смирнов покинул Россию.

### В эмиграции
В Константинополе бывший миллионер, известный коннозаводчик, оказался без средств. Он решил возобновить выпуск «смирновской» водки. Своей рукой Смирнов нарисовал этикетку, создал для неё бутылку. Так возникла марка Smirnoff, которую выпускали в расчете на офицеров белой эмиграции. Но у русских денег было мало, а турки пили свою араку. Потом, спасаясь от турецких событий, Смирнов переезжает во Львов. В Польше попытался наладить производство и построить новый завод (в этом ему отозвались помочь польский дипломат Пионтковский и коммерсант Владислав Барановский). Позже Смирнов переезжает через Варшаву и Прагу во Францию, где в местечке Курбевуа под Парижем арендовал водочный заводик.

### Последние годы жизни
В 1933 году тяжело заболевает. Татьяна Макшеева, жена Смирнова, записывала его воспоминания, позже вошедшие в книгу «Русский характер».
Перед самой смертью, в 1933 году Смирнов заключил сделку с Рудольфом Куннетом, ставшим посредником между американской компанией Heubline и предпринимателем Смирновым. В августе 1933 года Куннет приобрел у Смирнова права на производство и продажу в США, Канаде и Мексике водки Смирнова. Сумма сделки составила $ 14 000.
Скончался 24 августа 1934 года в Ницце, похоронен в братской могиле кладбища Кокад.